# Törökországban történt légi közlekedési balesetek listája
A Törökországban történt légi közlekedési balesetek listája mind a halálos áldozattal járó, mind pedig a kisebb balesetek, meghibásodások miatt történt, gyakran csak az adott légiforgalmi járművet érintő baleseteket is tartalmazza évenkénti bontásban.

## Törökországban történt légi közlekedési balesetek

### 1961
- 1961. december 21., Ankara közelében. A British European Airways és a Cyprus Airways közösen üzemeltetett járata, egy de Havilland Comet 4-es típusú kereskedelmi utasszállító repülőgép, röviddel a felszállást követően lezuhant meghibásodás miatt. A gépen utazó 34 főből 7 élte túl a balesetet.[1]

### 2010
- 2010. augusztus 10., Isztambul, Atatürk nemzetközi repülőtér. Az Azerbaijan Airlines 75-ös számú járata, egy Airbus A319-111-es típusú utasszállító repülőgép futóművei összecsuklottak a repülőgép törzse alatt, miközben az a felszálláshoz készülődött. A gépen utazók és  a személyzet nem sérült meg és mindannyian épségben hagyták el a gépet.[2]

### 2017
- 2017. április 18. 11:30 körül , Tunceli tartomány. Lezuhant egy rendőrségi helikopter. 12 fő életét vesztette. Köztük hét rendőr, egy bíró, a személyzet három tagja is.[3]

### 2018
- 2018. január 13. Trabzon közelében. A Pegasus Airlines 8622-es járata, egy Boeing 737-82R típusú utasszállító repülőgép leszállás közben kicsúszott a leszállópályáról. A gépen lévő 168 főből (162 utas, 6 fő személyzet) senki sem sérült meg.[4]
- 2018. február 16., Izmir közelében, a Cigli légibázis mellett. A Török Légierő egyik SIAI-Marchetti SF.260 D típusú kiképző repülőgépe lezuhant. Kettő fő életét vesztette a balesetben.[5]
- 2018. november 27., Isztambul. A Török Légierő Bell UH-1 típusú katonai helikoptere lakóházakra zuhant.[6]